# Alessandro Salvio
Alessandro Salvio (asi 1570, Bagnoli Irpino - asi 1640, tamtéž) byl italský doktor práv, šachový teoretik a historik šachů. Roku 1598 porazil Paola Boiho, prý tři dny před jeho smrtí.
Šlo o učitele mnoha pozdějších významných šachistů. Mezi jinými byl jeho žákem i Gioacchino Greco, který svého mistra porazil již ve čtrnácti letech. V roce 1604 vydal učebnici šachových zahájení Trattato dell'inventione et arte liberale del gioco degli scacci, v roce 1612 tragickou šachovou báseň La Scaccaide  a v roce 1634 biografii Leonarda da Cutri psanou románovou formou s názvem Il Puttino, altramente detto, il cavaliero errante, sopra il gioco de' scacchi. V témže roce založil v Neapoli šachovu akademii.
Zavedl takový druh volné rošády, při níž zaměnil krále a věž na původních polích. Byla po něm také pojmenována varianta přijatého královského gambitu 1.e4 e5 2.f4 ef4 3.Nf3 g5 4.Bc4 g4 5.Ne5 Qh4+ 6.Kf1 Nh6 7.d4 d6